# 邵基 (清朝)
邵基（1693年—1743年），字学阯，号思蓼。清朝政治人物，历康雍乾三朝，曾任江苏巡抚。浙江鄞县人。

## 生平
康熙五十九年（1720年），考中浙江乡试举人第一名（即解元）。康熙六十年，考中进士，改授庶吉士、庶常。
雍正三年，授翰林院编修。考选后任福建道監察御史。雍正六年，任巡城御史。雍正八年，掌河南道事監御史。后巡抚直隶顺德、大名、广平三府，以廉勤称道，外地官员争相贿赂，邵基一概严拒不受。雍正九年，升迁户科给事中，雍正帝并命他在上书房行走。雍正四年，升迁任国子监祭酒，在国子监立教术五条，勉励学生端正学习态度。后历任右通政使、左佥都御史，并仍兼任国子监祭酒。雍正九年至十年，任鴻臚寺少卿。雍正十年，转任光祿寺少卿，并任通政司右參議、江西鄉試正考官、通政司左參議、右通政史。雍正十一年，任經筵講官。雍正十二年，升迁任左、右副都御史。并擢升任吏部侍郎。不久后，兼任翰林院掌院学士。雍正十三年，任皇清文穎館副總裁、江南鄉試正考官、吏部左侍郎、翰林院掌院學士、兵部右侍郎。
乾隆元年，充任博学鸿词阅卷官、順天鄉試副考官、會試副考官。外放任江苏巡抚，有清名。
乾隆八年，卒于任上。

## 佳话
邵基生活节俭，为官特廉，主张“不俭则不能廉”。乾隆八年（1743年），逝于江苏巡抚任上，享年50岁。乾隆帝遣使赴邵基家乡探望吊祭，见其家“在隘巷”，门前道路狭小，使者的轿子都不能通过，只能下轿“步入”，见家中“室无长物”，最后“太息而去”。

## 家庭
- 子 邵铎，乾隆元年进士，官检讨，英年早逝。
- 孙 邵洪，御赐举人，乾隆三十六年进士，官至礼部、吏部侍郎，为官也有清名[2]。
- 曾孙邵桓，字仲虎，官户部员外郎。